# Sea pictures
 (novembre 2024).
Si vous disposez d'ouvrages ou d'articles de référence ou si vous connaissez des sites web de qualité traitant du thème abordé ici, merci de compléter l'article en donnant les références utiles à sa vérifiabilité et en les liant à la section « Notes et références ».
Sea pictures (op. 37) est un cycle de cinq mélodies pour contralto et orchestre composé par Edward Elgar au cours de l'été 1899, à la demande du festival de Norwich. Elgar commença par les écrire pour soprano, puis les transposa pour la version orchestrale dans une tonalité plus grave, essentiellement à la demande de la contralto Clara Butt. Le cycle a été créé le 5 octobre 1899 à ce festival avec Clara Butt sous la direction d'Elgar lui-même. En français, traduit par George Petilleau, ce cycle porte le nom de Marines.

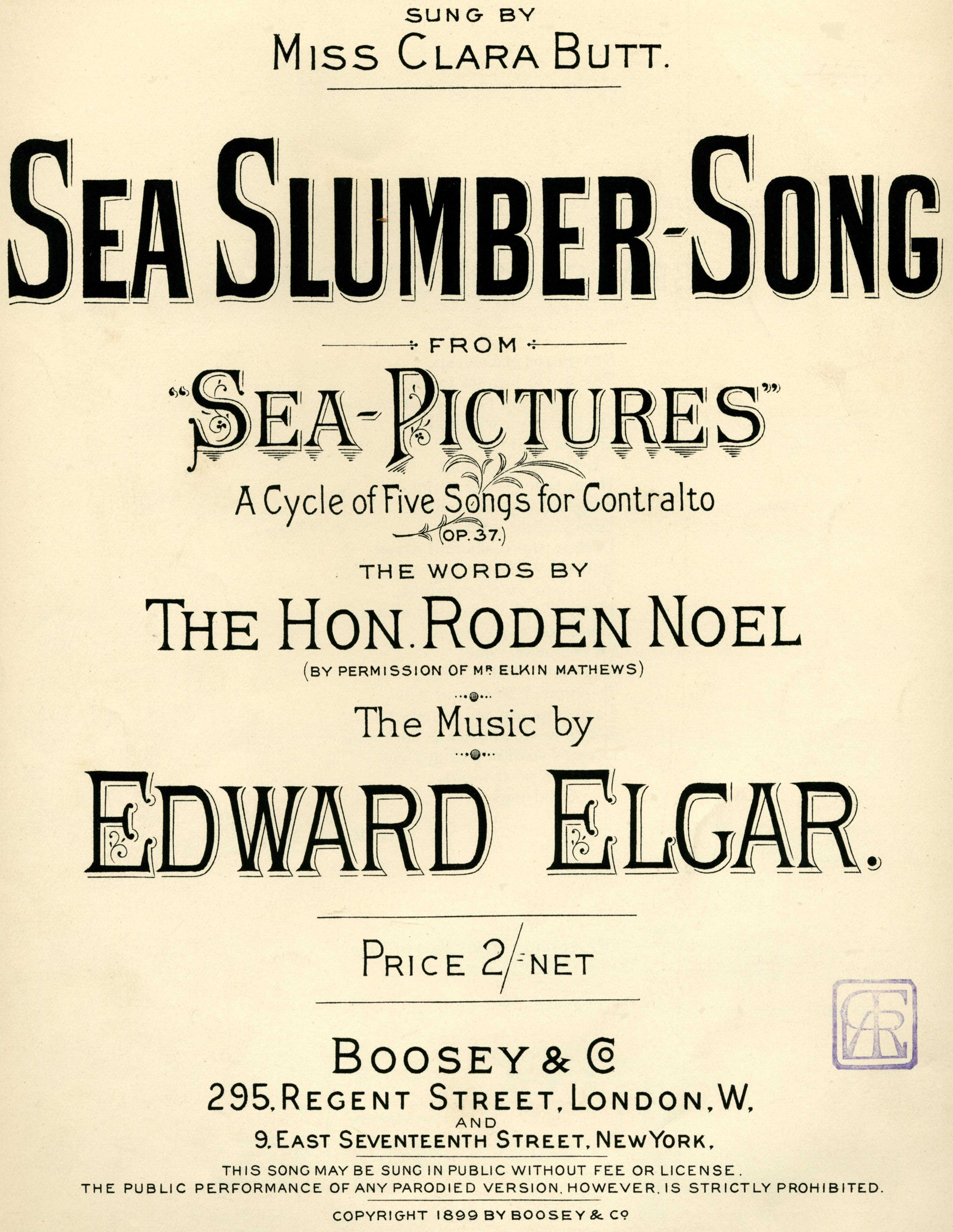
Affiche de 1899 pour Sea Slumber Song chantée par Clara Butt.

Elles sont à peu près contemporaines de ses variations Enigma. Le thème de sa variation Nimrod est d'ailleurs repris dans la troisième pièce.
Les cinq mélodies sont écrites sur des poèmes de divers auteurs :
- Sea Slumber Song (Berceuse de la mer) par Roden Noel.
- In Haven (Capri) (Dans le port, Capri) par Caroline Alice Elgar, la femme du compositeur (cette mélodie est en fait une nouvelle version de Love alone will stay, écrit en 1897).
- Sabbath Morning at Sea (La mer, le dimanche matin) par Elizabeth Barrett Browning.
- Where Corals Lie (Où se trouvent les coraux) par Richard Garnett.
- The Swimmer (Le nageur) par Adam Lindsay Gordon.

La musique est ample, romantique et teintée de couleurs wagnériennes. On retrouve dans d'autres parties du cycle une partie de la mélodie du premier chant, Sea Slumber Song ; en particulier, la seconde strophe est entendue à nouveau presque dans son entièreté dans le finale.
L'effectif orchestral accompagnant la soliste consiste en 2 flûtes, 2 hautbois, 2 clarinettes, 3 bassons, 4 cors, 2 trompettes, 3 trombones, 1 tuba, timbales, percussions, 1 harpe, 1 orgue, cordes.
La durée d'exécution est  d'un peu plus de vingt minutes.